# 1343 Nicole
1343 Nicole је астероид главног астероидног појаса са пречником од приближно 24,41 .
Афел астероида је на удаљености од 2,854 астрономских јединица (АЈ) од Сунца, а перихел на 2,283 АЈ.
Ексцентрицитет орбите износи 0,111, инклинација (нагиб) орбите у односу на раван еклиптике 6,035 степени, а орбитални период износи 1504,002 дана (4,117 године).
Апсолутна магнитуда астероида је 11,10 а геометријски албедо 0,107.
Астероид је откривен 29. марта 1935. године.